# Tom Pendergast
Thomas Joseph Pendergast, född 22 juli 1873 i Saint Joseph, Missouri, död 26 januari 1945, var politisk boss i Kansas City. Han är framför allt känd för sin betydelse för Harry S. Trumans karriär.
Den så kallade Pendergastmaskinen grundades av Toms äldre bror James. När James avled 1911 tog Tom över organisationen och blev en av de mest framgångsrika bossarna i USA:s historia. Tom hade även en yngre bror som hette Michael.
1921, då Harry S. Truman arbetade i en herrekiperingsaffär i Kansas City, fick han besök av Michael och hans son Jim, som frågade om han ville ställa upp i valet till att bli county judge (samma sak som county commissioner) för östra delen av Jackson County, ett område som Michael var boss för. Jim var bekant med Truman sedan första världskriget då båda hade tillhört 129th Field Artillery. Truman ställde upp och vann valet. Truman var Mikes protogé fram till 1926 då han för första gången träffade Tom och samma år blev vald till presiding judge, en högre tjänst. Därefter arbetade de två nära ihop.
Tom Pendergast stödde Truman i senatorsvalet 1934 då Truman blev invald i senaten. Truman fick därför öknamnet "the Senator from Pendergast".
Pendergast stödde kandidaten Lloyd C. Stark i guvernörsvalet 1936, ett val som präglades av omfattande röstfusk. Stark blev vald men vände sig strax efter emot Pendergast och uppmanade Maurice M. Milligan, allmän åklagare i Kansas City, att utreda Pendergastmaskinen angående röstfusket. Förutom röstfusk upptäckte Milligan att Pendergast involverat sig i försäkringsbedrägeri och inte betalat inkomstskatt. 1939 dömdes Pendergast till fängelse i 15 månader för skattefusk efter att ha erkänt sig skyldig. Även 259 av organisationens medarbetare fälldes. Det innebar slutet för Tom Pendergasts organisation.
Både Lloyd C. Stark och Maurice M. Milligan ställde upp i senatorsvalet 1940 mot Truman, ett val som Truman vann med knapp marginal efter att anti-Pendergast-rösterna splittrades mellan Milligan och Stark.
Efter avtjänat fängelsestraff återvände Pendergast till Kansas City men blev utstött av samhället. Hans fru lämnade honom och hans dotter ignorerade honom. Han avled kort efter att Truman blivit vicepresident 1945. Det väckte mycket uppseende när Truman gick på begravningen. I ett uttalande sa Truman: "He was always my friend and I have always been his."